# Puy Griou
Le puy Griou est un sommet de 1 690 mètres d'altitude des monts du Cantal situé sur la ligne de crête entre les vallées de la Cère et de la Jordanne, à moitié sur les communes de Saint-Jacques-des-Blats et de Mandailles.

## Toponymie
Le sommet est appelé Puei Griu en occitan aurillacois. Dans ce dialecte, griu vient de griea, qui signifie « pénible à monter ». En occitan auvergnat parlé plus au nord de la montagne il se nomme Puei de Grion.

## Géologie
Du fait de sa position au centre des monts du Cantal et de sa forme conique très élancée, le puy Griou a longtemps été présenté comme la cheminée érodée du volcan du Cantal. Mais il a depuis perdu ce rang et les géologues considèrent aujourd'hui qu'il s'agit d'un dôme de phonolite occupant certes une position centrale mais d'origine analogue à d'autres sommets du massif tels que le roc d'Hozières. Il se serait mis en place il y a environ 6 millions d'années, postérieurement aux phases éruptives paroxystiques qu'a connues le Cantal entre 8,5 et 6,5 Ma. Durant les périodes froides du Quaternaire récent, l'action répétée du gel et dégel a débité la roche en lauzes pour former un manchon d'éboulis.

## Accès
Le GR 400 suit la ligne de crête entre le col du Pertus et le col de Rombière, près de la station de ski du Lioran. Au pied du dôme, un sentier s'écarte en direction du sud, permettant l'ascension des derniers 200 mètres de dénivelée.

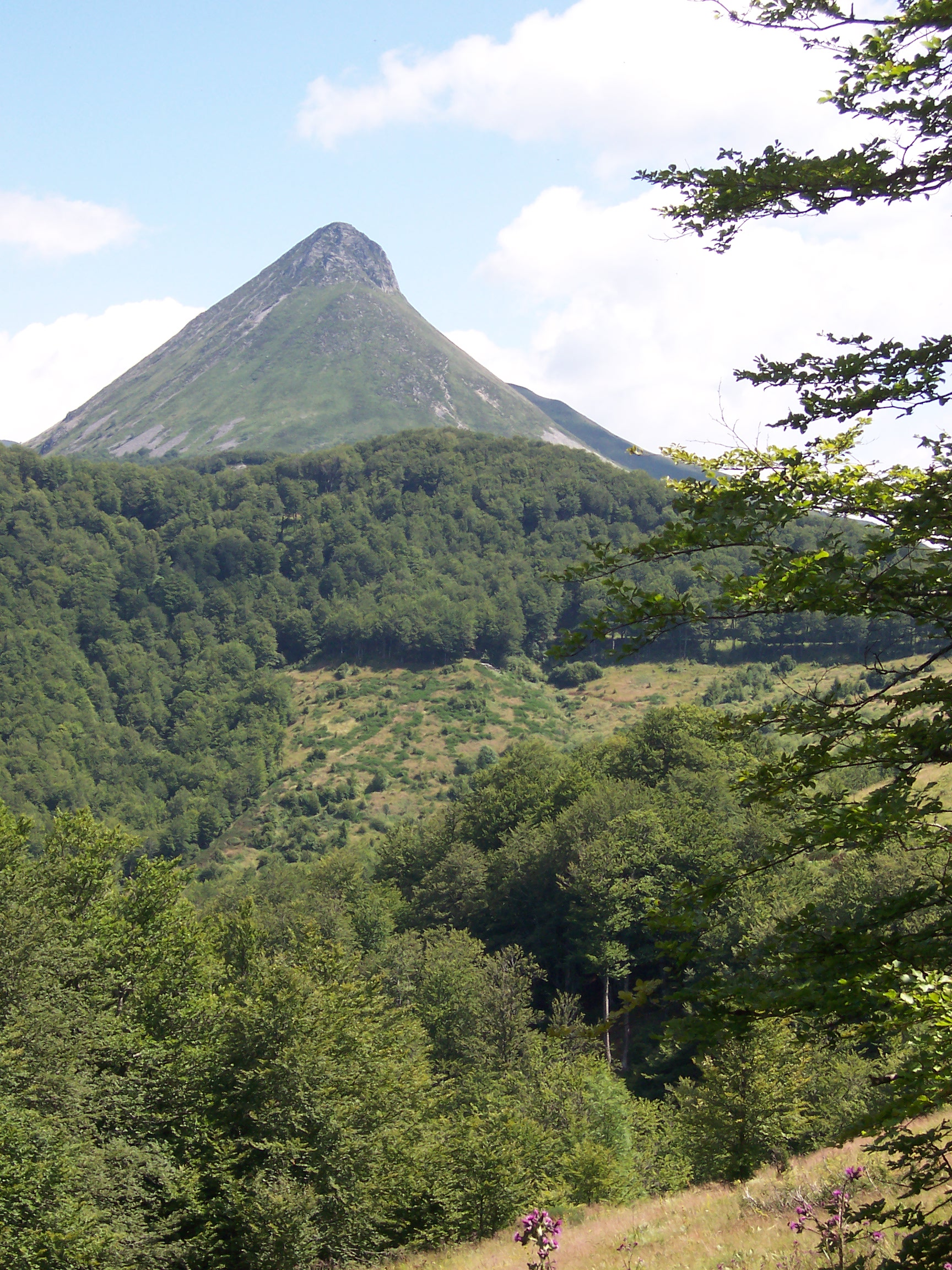
Le puy Griou, un dôme de phonolite au centre des vestiges du stratovolcan.